# Spilia
Spilia (em grego:  Σπήλια) é uma vila localizada no distrito de Nicósia, Chipre. De acordo com o censo de 2011, sua população era de 123 habitantes.